# Ugarski jezici
Ugarski jezici pripadaju ugro-finskim jezicima, a oni su ogranci uralskih jezika. 
U ugarske jezike spadaju mađarski, hantijski (ostjački) i mansijski (vogulski).

## Spoljašnje veze
- Language Family Trees: Uralic, Finno-Ugric, Ugric